# San Giovanni in Fiore
San Giovanni in Fiore este o comună din provincia Cosenza, regiunea Calabria, Italia, cu o populație de 15.906 locuitori (1 ianuarie 2023) și o suprafață de 282,53 km².
În anul 1189, Gioacchino da Fiore a înființat aici Ordinul Florensian, care a fost apoi aprobat papal în 1196. 
Localitatea San Giovanni in Fiore își are orginea în mănăstirea cu același nume, în jurul căreia s-a dezvoltat. Mănăstirea San Giovanni in Fiore a fost construită în anul 1188 de abatele Gioacchino da Fiore. 

## Demografie
San Giovanni in Fiore - evoluția demografică

|  | Graficele sunt indisponibile din cauza unor probleme tehnice. Mai multe informații se găsesc la Phabricator și la wiki-ul MediaWiki. |

Date: Recensăminte sau birourile de statistică - grafică realizată de Wikipedia